# Football Under Cover
Football Under Cover je německý dokumentární film z roku 2008, který režírovali Ayat Najafi a David Assmann. Snímek měl světovou premiéru 10. února 2008 na Berlinale.

## Děj
Film zachycuje, jak poprvé v historii Íránské islámské republiky hraje íránská ženská reprezentace na stadionu před diváky ve své vlastní zemi. Podařilo se dojednat přátelský zápas proti výběru z Berlína-Kreuzbergu. V první části filmu je samostatně představen fotbalový tým Kreuzberg BSV Al-Dersimspor a íránský ženský národní tým, zatímco druhá část popisuje příjezd německého týmu do Íránu a setkání obou týmů.

## Ocenění
- Berlinale – Teddy Award pro nejlepší dokumentární film
- Pink Apple – cena publika